# Chizhou
Chizhou (Kinesisk skrift:池州市; Pinyin: Chízhōu Shì) er et bypræfektur i den sydlige del af den kinesiske provins Anhui. Chizhou har et areal på 8 272 km², oge en befolkning på 1.540.000 indbyggere. 
Bjerget Jiuhua (Jǐuhuáshān) i amtet Qingyang er et af den kinesiske buddhismes fire hellige bjerge.

## Administrative enheder
Chizhou består af et bydistrikt og tre amter:
- Bydistriktet Guichi – 贵池区 Guìchí Qū;
- Amtet Dongzhi – 东至县 Dōngzhì Xiàn;
- Amtet Shitai – 石台县 Shítái Xiàn;
- Amtet Qingyang – 青阳县 Qīngyáng Xiàn.

## Industri
Chizhou kulkraftverk ligger i præfekturet, ved Yangtzefloden.